# Хайнрих VII (Шварцбург-Бланкенбург)
Вижте пояснителната страница за други личности с името Хайнрих VII.
Хайнрих VII (VI) фон Шварцбург-Бланкенбург (на немски: Heinrich VII (VI) von Schwarzburg-Blankenburg; * пр. 1285; † 11 ноември 1324) е от 1285 г. граф на Шварцбург-Бланкенбург.
Той е третият син на граф Хайнрих V фон Шварцбург-Бланкенбург († 1287) и съпругата му София Данииловна от Халич († ок. 1290), дъщеря на крал Данило Галицки от Галиция.
През 1290 г. той става господар на Бланкенбург, 1306 г. господар на 1/2 Арнщат, Вахсенбург и Щатилм, 1323 г. господар на Заалфелд.
Той е опекун и чичо на ландграф Фридрих фон Майсен от 1323 г.
Граф Хайнрих е убит през ноември 1324 г. в поход в Марк Бранденбург и е погребан в манастир Грауес в Берлин.

## Деца
Хайнрих XII се жени за Кристина фон Глайхен († сл. 18 септември 1296), дъщеря на граф Албрехт III фон Глайхен-Тонна (1249 – 1290) и Цецилия Есбернсдатер. Двамата имат децата:
- Гюнтер (XX) († 28 септември 1314)
- Хайнрих X (VII) († пр. 4 март 1338); ∞ Елизабет фон Ваймар-Орламюнде († 1362/1380)
- Гюнтер XXI (1304 – 1349), граф на Шварцбург, римско-немски гегенкрал от 30 януари до 26 май 1349 г.; ∞ 1389 Хелена фон Шварцбург († ок. 4 април 1380)
- Юта († сл. 1316), монахиня в Илм
- Юдит (* 1306; † 11 септември 1352); ∞ граф Албрехт V фон Барби-Мюлинген (* ок. 1271; † 16 април/август) 1332)
- Ирмгард († 26 март 1354); ∞ (пр. 26 юли 1313) граф Хайнрих III фон Орламюнде († сл. 26 март 1354)
- Хайнрих († сл. 1325)

Втори път той се жени сл. 18 септември 1296 г. за Ода (Ута) фон Хенеберг-Хартенберг († 1 април 1346), дъщеря на граф Попо X (IX) фон Хенеберг-Хартенберг-Ашах († 1348) и втората му съпруга Рихца фон Хоенлое († 1337). Бракът е бездетен.